# Анекдоты о Ленине

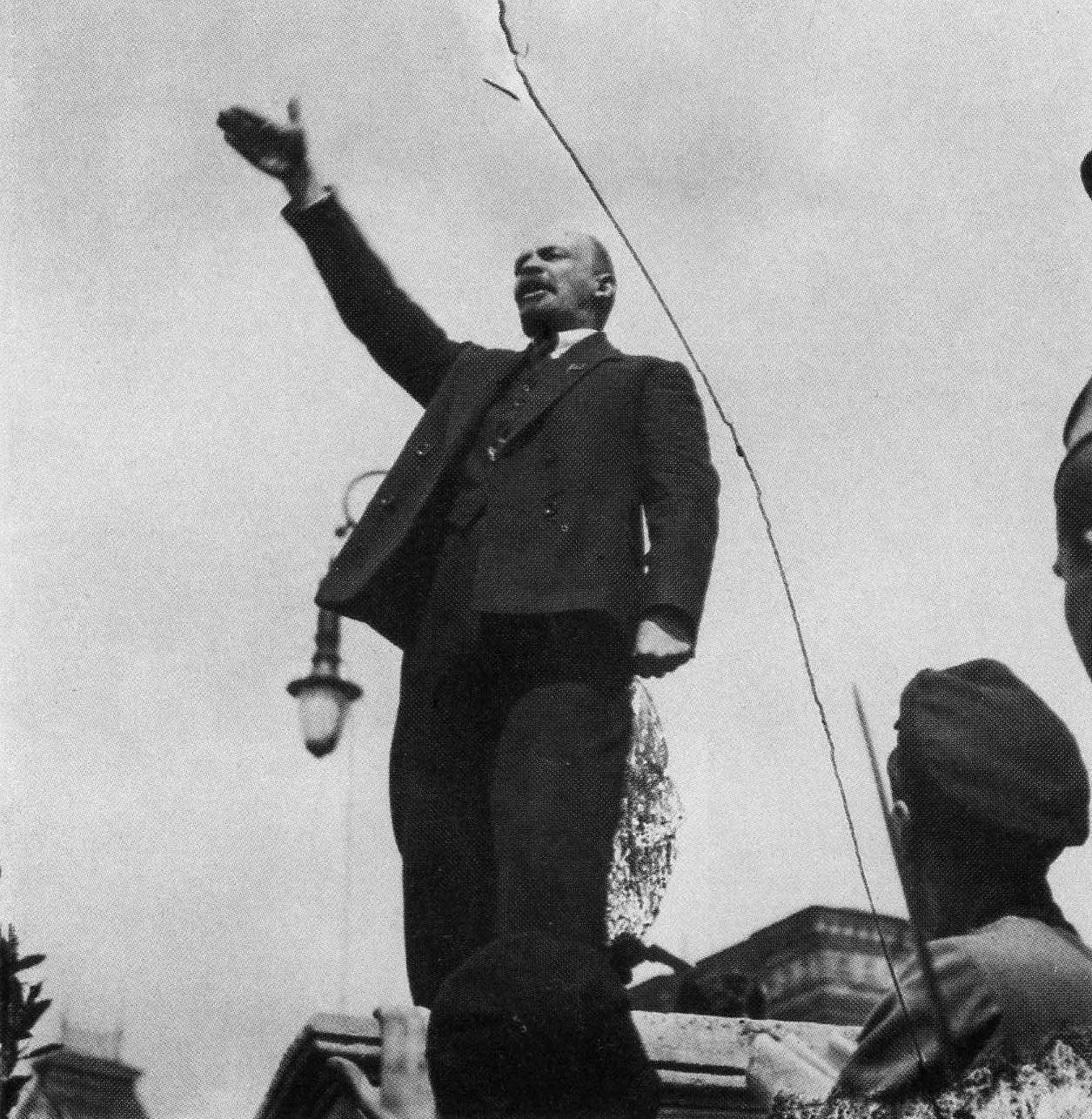
Это что за большевик
Лезет к нам на броневик?
Кепку с пуговкою носит,
Букву «р» не произносит,
С кверху поднятой рукой,
Догадайся, кто такой!
Кто на это даст ответ,
Тот получит десять лет.

Анекдо́ты о Ле́нине — цикл анекдотов, появившийся вскоре после возникновения СССР и существующий вплоть до наших дней.

## История
Первые анекдоты о Ленине, по мнению некоторых исследователей, появились во времена гражданской войны. Михаил Мельниченко приводит следующую документальную запись, сделанную в январе 1921 года, пересказывающую такие анекдоты:
Передаются из уст в уста остроты популярных клоунов Бима и Бома, которые то портрет Троцкого «повесят», то изображение Ленина «поставят к стенке», то, будто бы, — один в белом, а другой в красном балахонах, заводят борьбу перед троном, на котором лежат атрибуты царской власти, и в разгаре борьбы не увидят, как некто «в пейсах» воссядет уже на трон, а когда им резонёр, артист того же цирка, скажет, указывая на занятый трон: «Что вы деретёсь попусту, — разве не видите?» — они отвечают: «Мы-то видим, а вот эти дураки чего смотрят?», — и при этом показывают пальцем на гогочущую толпу цирка. И много такого рассказывают про Бима и Бома, но я не верю, что они могут безнаказанно так острить. Вероятно, это выдумки тех таинственных остряков, которые сочиняют анекдоты.Окунев Н. Дневник москвича (1917—1924). — М., 1997. — Т. 2. — С. 104.
При жизни Ленин в качестве героя анекдотов чаще всего выступает в дуэте с Троцким.
После смерти Ленина часто высмеивался созданный к тому времени его псевдорелигиозный культ личности. По Москве ходили шутки о прорыве канализации под мавзолеем и о том, что патриарх Тихон сказал об этом случае: «По мощам и елей».

## 1930—1956
В сталинские времена в анекдотах Ленин остаётся мёртвым, неразрывно связанным с загробным миром персонажем. В одном из таких анекдотов Ленин разговаривает со Сталиным, и Сталин говорит, что вот, мол, «вы сомневались что народ пойдёт за мной!». Ленин отвечает ему, что «надо бы добавить народу хлебного пайка, а то он пойдёт за мной».

## 1956—1970

Глава великой державы,
шагающей в коммунизм,
в строках, что на вид шершавы,
пред Вами падаю ниц.
С. Ширяев, колхозник, сборник «Лицом к лицу с Америкой», 1959

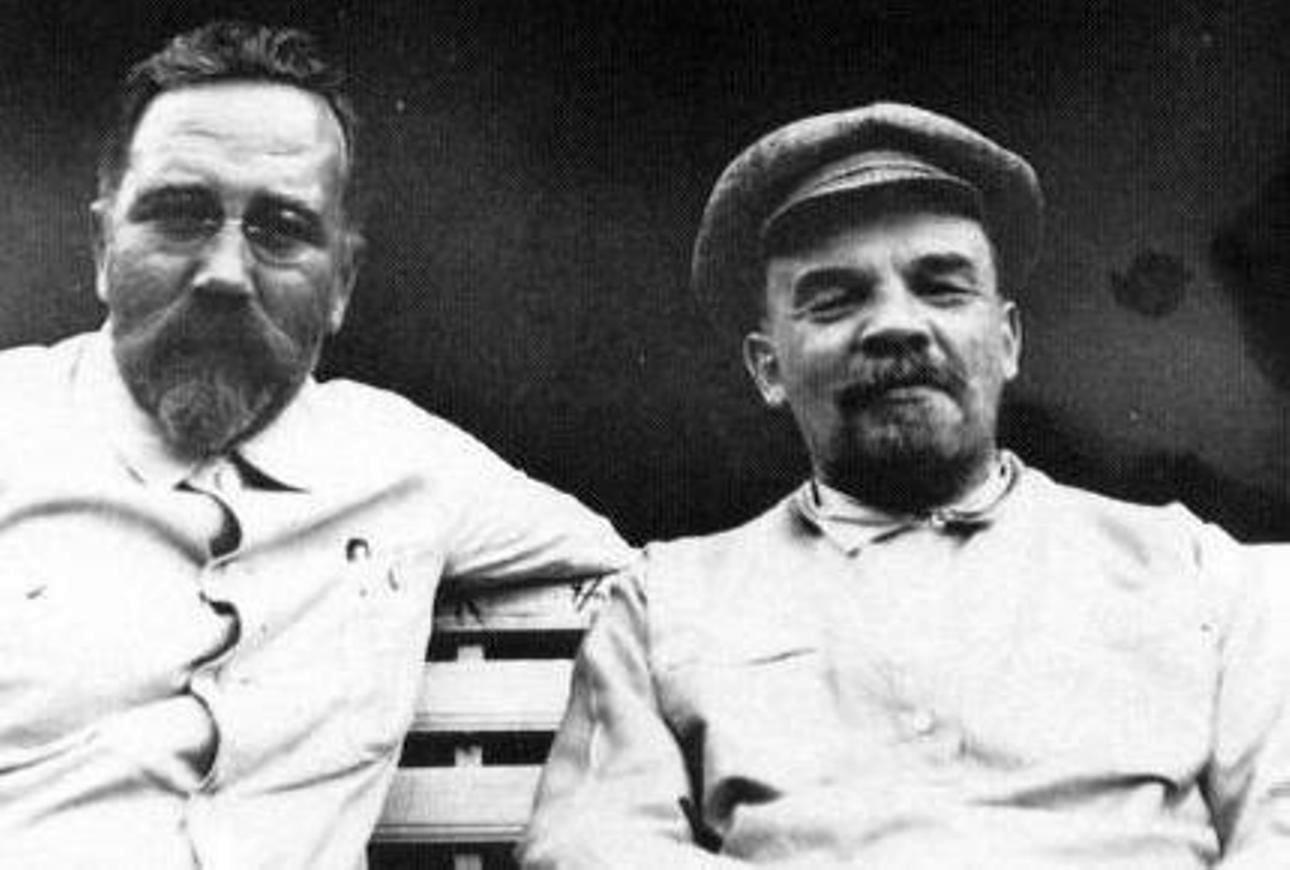
Ленин и Каменев. Выражение «политические проститутки» прозвучало в фильме «Ленин в Октябре» и относилось к Каменеву и Зиновьеву

После XX съезда КПСС и разоблачения культа Сталина, начинается процесс мифологизации образа Ленина (см. Лениниана), в массовом искусстве он приобретает черты покровителя детей, защитника обиженных, кормильца и некоего эталона человечности, бескорыстности, скромности и так далее. В качестве реакции на эту пропагандистскую кампанию на фоне некоторой либерализации, резко возрастает количество (и изменяется содержание) анекдотов «про Ленина».

## Ленин и Вовочка
Исследовательница фольклора Александра Архипова считает популярного героя анекдотов — Вовочку, замаскированным Володей Ульяновым из детских рассказов о Ленине.
Они напрямую отождествляются в следующем анекдоте:
«Сидит Вовочка на уроке. Вдруг в класс входит директор и говорит: „Вовочка, беги скорей домой! У тебя дома неприятности“. Вовочка хватает портфель и бежит домой. Прохожий на улице говорит ему: „Вовочка, беги скорей домой! У тебя дома неприятности“. Вовочка прибегает домой. Выходит мама и говорит: „Вовочка, у нас неприятности. Твой брат Саша стрелял в царя, и его арестовали!“»
Однако в более ранних образцах анекдотов про Ленина и Вовочку явных пересечений обнаружено не было.

## Площадь Ленина
— Как найти площадь Ленина?

— Нужно длину Ленина умножить на ширину Ленина.